# Problema difícil da consciência
O problema difícil (ou "duro") da consciência (hard problem of counsciousness) é o de explicar como e porque é que os sujeitos têm qualia, consciência fenomenal ou experiências subjetivas (sendo que todas as alternativas expressam o mesmo conceito).

“Não ajuda tentar imaginar que alguém tenha membranas sob os braços que o habilite a voar ao entardecer e ao alvorecer pegando insetos com a boca, que tenha a visão muito precária e perceba o mundo à sua volta por um sistema de sinais de som em alta frequência refletidos, e que passe o dia pendurado de cabeça para baixo com os pés no teto de um sótão. Até onde eu consiga imaginar isso (e não chego muito longe), isso apenas me diz como seria para mim comportar-me como um morcego se comporta. Mas não é essa a questão. Eu quero saber como é, para um morcego, ser um morcego.”

— Thomas Nagel, Como é ser um morcego? (1974)
As qualia são as qualidades subjetivas dos estados mentais conscientes (p.e, a amarelidão da cor amarela, a sensação térmica de frio, a agudeza do som agudo, a amargura do sabor amargo, a sensação da perceção da profundidade)
A consciência fenomenal é o ser algo assim como um sujeito, segundo Nagel. Todo e qualquer sistema é fenomenalmente consciente se, e só se, existe algo que é como sê-lo. Todo e qualquer estado mental é fenomenalmente consciente se, e só se, existe algo que é como experiencia-lo.
As experiências subjetivas, segundo Chalmers, podem ser: imagens mentais (p.e, as imagens visuais relembradas), o fluxo de consciência (p.e, a reflexão e a decisão), experiências corporais (p.e, a dor e o orgasmo), emocionais (p.e, a alegria e a raiva), visuais (p.e, a cor e a profundidade) ou outras sensoriais (p.e, o som e o sabor), entre outras.
Estas experiências subjetivas são, segundo o filósofo, dados para análise pela ciência da consciência. Assim, discutivelmente, se as ignoramos, então ignoramos os dados.

## Introdução

### A palestra de Chalmers

#### Os limites da ciência da consciência[4]
Numa manhã de primavera de 1994, em Tucson, Arizona, o jovem filósofo australiano David Chalmers participava num congresso dedicado à neurociência da consciência. As duas palestras que precederam a de Chalmers foram ininteligíveis e aborrecidas. Nas palavras de Stuart A. Hameroff, responsável pelo evento, os oradores 《não faziam ideia do que estavam a dizer. Olhei à minha volta e as pessoas estavam a dormir ou impacientes. Depois chegou a terceira palestra, de Chalmers, um jovem de 27 anos, com uma cabeleira e o aspeto de alguém que se perdera na estrada a caminho de um concerto dos Metallica.》.
O cérebro, começou Chalmers, coloca todo o tipo de problemas à ciência. Como aprendemos, guardamos memórias e percebemos as coisas? Como é que sabemos retirar as mãos da água quente e ouvimos o nosso nome no meio de uma sala barulhenta? Em última análise, estes são problemas fáceis: com dinheiro e tempo suficiente, os cientistas conseguiriam resolvê-los. Havia apenas um problema realmente difícil, que era o problema da consciência. Porque razão os animais com cérebros complexos são dotados de consciência? Porque razão não são apenas robots, capazes de armazenar informação, responder a ruídos e cheiros, mas sem vida interior? Um simples díodo deteta a luz sem ter consciência de o fazer, enquanto nos seres humanos essa distinção implica necessariamente consciência. De que modo um tecido cinzento-rosado, húmido e com cerca de 1400 gramas, encerrado no crânio, dá origem a algo tão misterioso como a experiência de ser alguém e habitar um corpo?
Chalmers dividiu a questão da consciência em dois problemas de dificuldade contrastante, um acessível ou "suave" (soft, no original) e outro difícil ou "duro" (hard). O primeiro consistia em explicar de que forma o cérebro calcula e armazena a informação, o segundo de que forma a consciência emerge de fenómenos desenvolvidos no cérebro. O problema difícil não é outro senão deslindar a natureza da consciência, que não parece poder identificar-se com algo físico, porque é, por definição, privada e, como tal, inabordável do ponto de vista científico. Chalmers escreveria: 《O problema realmente difícil da consciência é o problema da experiência. Quando pensamos e percebemos, há processamento da informação, mas há também um aspeto subjetivo.》 E prossegue citando o texto seminal de Nagel cujo excerto se apresenta em cima: 《Como [Nagel] salientou em 1974, existe algo que é o ser algo assim como organismo consciente.》.
É importante perceber que não se contesta que a consciência é condicionada por factos físicos subjacentes. Simplesmente, questiona-se que uma descrição baseada em factos físicos e, por conseguinte, objetivos e universais, capte todos os aspetos da consciência. Nestas circunstâncias, a ciência não pode aplicar o método.

#### O argumento do quarto de Mary
Outra forma de ver em que consiste o problema é através de uma experiência mental, nomeadamente um caso hipotético sem qualquer ligação à realidade. Imaginemos um cientista do futuro, especialista em física da cor, que sempre viveu numa sala a preto e branco. Embora este cientista, chamemos-lhe Maria, tenha uma visão normal das cores, o seu confinamento impediu-a de experimentar qualquer sensação de cor. Na sua sala a preto e branco, Maria estudou a ciência da cor através de manuais, da televisão e de outros meios a preto e branco.
Nestas condições, aprendeu a teoria da cor, a física da cor e a biologia do sistema visual do cérebro. Mas nunca viu uma cor na sua vida. Suponhamos que Maria sai um dia da sua sala e alguém lhe oferece um tomate maduro. O que imaginamos que vai acontecer? A maioria das pessoas intui que Maria vai aprender algo com essa experiência visual e exclamará algo do género: "Ah, agora já sei o que é a cor vermelha!". Enquanto estava na sala, Maria conhecia todos os factos físicos sobre a cor, incluindo o vermelho. Quando sai da sala, conhece algo sobre a cor vermelha que antes não sabia: em que consiste ver a cor vermelha. Por conseguinte, há pelo menos um aspeto da cor que não está incluído na lista de factos físicos sobre a cor, uma vez que Maria conhecia-os a todos. A experiência subjetiva da cor, o seu quale, não pode ser objeto de descrição segundo os termos da física.

## O problema difícil da consciência

### Formulações do problema difícil

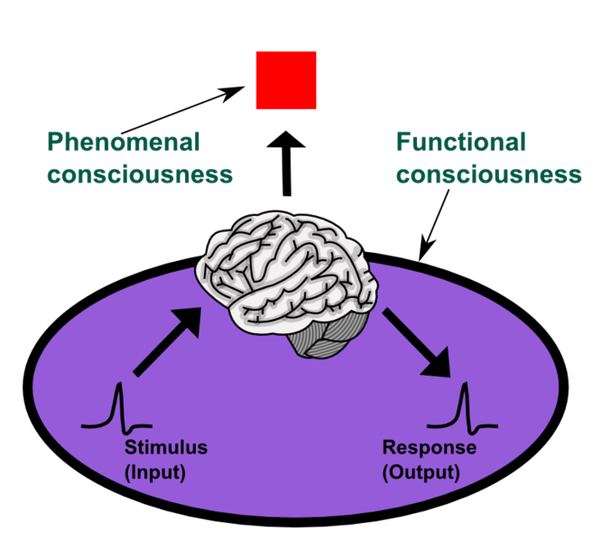
O problema difícil, ao invés do problema fácil, têm em linha de conta a consciência fenomenal.

Assim se formulou o problema difícil:
- Porque é que o processamento físico dá origem a qualquer vida interior?
- Como é que certos organismos se sujeitam à experiência?
- Porque é que existe conscientização da informação sensorial?
- Porque é que existe qualia?
- Porque é que há uma componente subjetiva da experiência?
- Porque é que não somos zombies filosóficos?
- Porque é que o sentimento que acompanha a consciência da informação sensorial existe?, como formulada por Chalmers no livro The Conscious Mind (1996) e na publicação "Facing Up to the Problem of Consciousness" (The Journal of Consciousness Studies, 1995).

### Relação com os problemas fáceis
O filósofo David Chalmers, que nomeou o problema, contrasta-o com os problemas fáceis (easy problems of counsciousness), que incidem sobre as funções comportamentais ou cognitivas, tais como a discriminação percetiva, a integração da informação, o controlo comportamental e a reportabilidade verbal. Estes são fáceis, pois têm uma explicação funcional. Basta encontrar o mecanismo neuronal ou computacional que executa a função relevante, isto é, propor explicações, complexas ou mesmo desconhecidas, inteiramente consistentes com a conceção materialista moderna dos fenómenos naturais.
Segundo ele, o problema da experiência subjetiva «persistirá, mesmo quando o desempenho de todas as funções relevantes for explicado». Para o problema difícil, explicar funções comportamentais deixa em aberto as seguintes questões:
- Porque é que há experiência?
- Porque é que tudo não é processado às escuras, sem a consciência?

Parece haver uma lacuna explanatória entre os processos físicos e a experiência subjetiva.

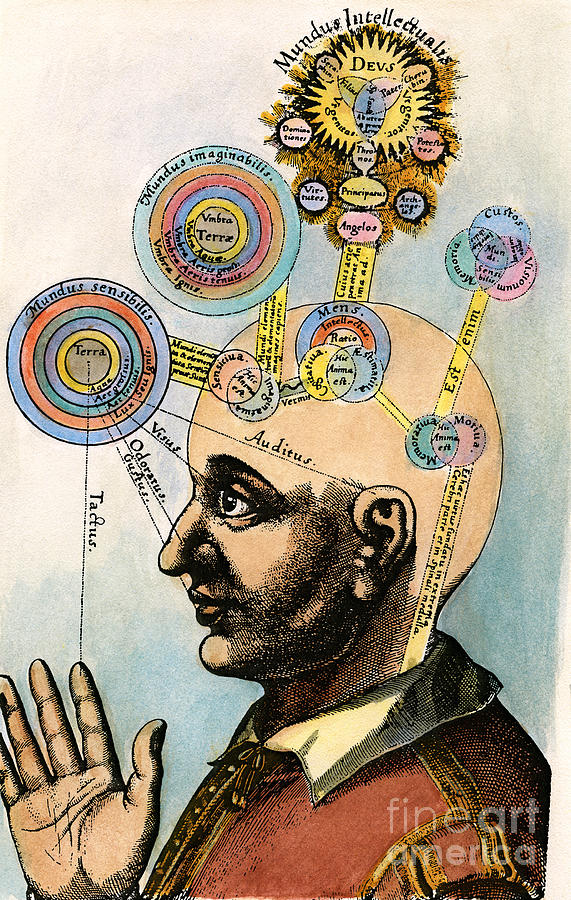
Robert Fludd (1574-1637), médico e rosacruciano inglês. Human mental abilities classified in terms of God and the universe. Gravura colorida do Utriusque Cosmi, tratado do séc. XVII.

### Relação com o problema mente-corpo
O problema mente-corpo é o de explicar como é que a mente e o corpo se relacionam. Este é mais geral do que o problema difícil da consciência, pois procura explicar a relação mente-corpo no geral, implicando, assim, qualquer quadro teórico que aborde o tópico. Assim, não deve ser visto como um problema único, mas como uma problemática relacionada com visões da mente distintas.
Se o monismo é verdadeiro, então é o de explicar como a experiência consciente não pode ser outra coisa senão a atividade cerebral (ou seja, é o problema difícil da consciência).
Se o dualismo é verdadeiro, então é o de explicar como os fenómenos mentais não-físicos se relacionam ou interagem com os fenómenos físicos, tais como os processos cerebrais (isto é, é o problema da interação).
Contudo, não obstante como a conceituemos, a mente parece estar envolta em mistério. Alguns conceitos relacionados, como "intencionalidade" e "qualia", dificultam a sua definição.
A problemática possui um histórico repleto de tentativas de a solucionar. Com efeito, embora Descartes tenha identificado o problema mente-corpo com o significado popularizado no Ocidente, a questão já vinha sendo abordada por filósofos anteriores a Aristóteles e na filosofia do avicenismo (da qual surgiu o paradoxo do homem suspenso no espaço de Avicena).

### Abordagens ao problema difícil

#### Abordagens filosóficas
A existência do problema difícil é controversa, sendo disputada por alguns filósofos, como Daniel Dennett . Segundo estes, a solução está no papel dos processos físicos no surgimento da consciência, que os faria gerar as qualidades subjetivas de experiência.
Devem-se responder a algumas questões pendentes para se obter um entendimento completo da consciência. Uma delas seria: Será que ela pode ser totalmente descrita em termos físicos (através de, nomeadamente, a agregação de processos neurais no cérebro)? Caso não possa, então requer uma explicação de conceitos não físicos. Segundo os que defendem que ela é não-física, resta saber o que, para além da teoria física, é preciso para explicá-la.
Dentre as abordagens existentes, destacam-se dois tipos:
- a da irredutibilidade da consciência (nomeadamente, o dualismo, o pampsiquismo e o idealismo);
- a da redutibilidade da consciência (nomeadamente, o funcionalismo, o materialismo biológico e o materialismo quântico).

#### Abordagens científicas
Chalmers acredita que o alargamento do conhecimento dos problemas fáceis, estudados por cientistas e investigados de AI, poderiam iluminar o problema difícil.
Tais problemas fáceis basear-se-iam nos seguintes tipos de relatos:
Relatos fenomenológicos
A capacidade de fazer relatos fenomenológicos, ou seja, relatos verbais de experiências conscientes, é uma função comportamental que está muito relacionada com o problema difícil.  Designadamente, relatos como: «Estou consciente.», «Agora, sinto dor.», entre outros.
Na verdade, explicá-los, seria, em princípio, explicar um problema fácil.
Relatos do problema
Os relatos que expressam a sensação de que a consciência levanta um problema difícil são recorrentes. Designadamente, relatos como: «Há um problema difícil da consciência.», «Explicar o comportamento não é explicar a consciência.», «A consciência parece não-física.», entre outros.

## O meta-problema da consciência
Tudo o que tu fazes, eu posso fazer meta— Rudolp Carnap
O meta-problema da consciência é o problema de explicar os relatos do problema difícil. Por outras palavras, é responder à pergunta: Porque é que se pensa que existe um "problema difícil"?
Em princípio, este é sobre o comportamento, ou seja, é um problema fácil e, por isso, terá uma explicação funcional normal. Contudo, embora seja um problema fácil e seja neutro em relação ao problema difícil (topic-neutral), relaciona-se estritamente com ele. Com efeito, parece mais tratável e resolvê-lo poderá iluminar o problema difícil.

### O meta-problema da consciência como uma análise genealógica
O meta-problema da consciência pode-se enquadrar num projeto de análise genealógica, que consiste em clarificar um tópico analisando a origem dos julgamentos sobre ele. Exemplificando, Nietzsche fê-lo para a religião e a moral. Tal pode contribuir para pôr as crenças sobre o tópico em perspetiva.

### Intuições do problema
As intuições do problemas são as disposições para fazer julgamentos e relatos sobre o problema. Chalmers afirma que existem quatro intuições nucleares: a metafísica (a consciência é não-física), a explicativa (a consciência é difícil de explicar), a epistemológica (as qualia no argumento do conhecimento) e a modal (p-zombies são concebíveis).
As outras intuições incluem: a da distribuição (robots e grupos não são conscientes), a do valor moral (a consciência tem valor moral), a do Self (a persistência do Self no tempo) e a da qualidade (qualidades especiais estão presentes).

### Abordagens ao meta-problema da consciência
O programa de pesquisa do meta-problema é interdisciplinar. É trabalho relevante: os estudos das intuições das pessoas sobre a consciência por parte da filosofia experimental e da psicologia, os modelos computacionais e neurobiológicos das intuições e dos relatos, e as análises filosóficas.
O trabalho empírico corrente nas intuições concerne, especialmente: a crença (e a falsa crença), o Self (e a sua persistência no tempo), e a distribuição da consciência (em robots, por exemplo).
A existência do "problema difícil" é alvo de debate.

#### Ilusionismo
Segundo o ilusionismo, o "problema difícil da consciência" é uma ilusão. Explicando a ilusão, dissolve-se o problema, isto é, explicando o meta-problema, dissolve-se o "problema difícil". Ao longo da história muitos conceitos expressaram a mesma ideia, tais como: a "ilusão transcendental" de Kant, a "falácia fenomenológica" de Place, a "ilusão da mulher sem cabeça" de Armstrong, a "ilusão do usuário" de Dennett e o "ilusionismo como uma teoria da consciência" de Frankish.

#### Realismo
Segundo o realismo, o "problema difícil da consciência" é real e não uma ilusão. Contudo, resolver o meta-problema não dissolve o "problema difícil".
Há diversas ideias promissoras que buscam solucionar o meta-problema:

#### Modelos introspetivos (Graziano)
A ideia dos modelos introspetivos é proposta pelo psicólogo e neurocientista Michael Graziano com a sua Attention Schema Theory (AST), no artigo A Conceptual Framework for Consciousness.

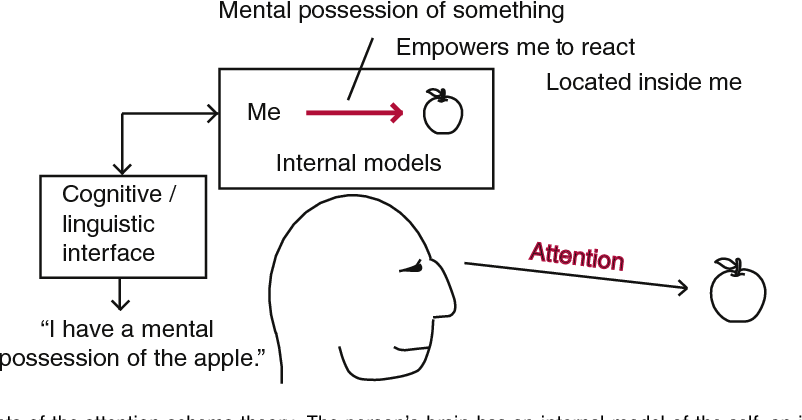
A ilustração mostra um modelo interno do self, um da maçã e um da relação atenta entre o self e a maçã. A atenção é a concentração dos recursos, de forma mecânica, para processar a maçã. O modelo da atenção representa a relação de forma abstrata e esquemática, impossível e fisicamente incoerente, uma caricatura da atenção, consciência subjetiva. O cérebro pensa que tem consciência subjetiva, porque só tem acesso à informação incompleta dos modelos.

Graziano começa por estabelecer dois princípios gerais:
1. Se temos uma crença e falamos sobre ela, então ela existe como informação, isto é, como modelo no cérebro. No entanto, o modelo pode ser fiel ou o modelo pode não ser fiel.
2. Todo e qualquer modelo do cérebro não é fiel. Com efeito, todo e qualquer modelo do cérebro fornece caricaturas grosseiras, embora úteis, do que se está a modelar. Tal resulta de a evolução ser eficaz a fornececer as capacidades adaptativas eficazmente e, portanto, de não ter selecionado a exatidão dos modelos.

A aplicação dos princípios leva a um entendimento da consciência.
1. Existe pelo menos um processo fisicamente mensurável e ele está contido no cérebro (como o processo A)
2. Todo e qualquer processo A é representado por um modelo e este é construído pelo cérebro.
3. Todo e qualquer modelo construído pelo cérebro não é fiel, mas simplificado, com detalhes em falta. Com efeito, todo e qualquer modelo é a representação eficaz, mas caricaturada da realidade.
4. Se se acessa o modelo por funções cognitivas superiores, então a sua imprecisão e a sua simplificação levam a pensar-se que existe pelo menos uma propriedade não-física, uma experiência intangível, da consciência.

Por (4), conclui-se que existe um problema difícil da consciência. Por (4) e (1), o problema parece intratável, mas tal acontece porque se ignora (2) e (3).
Com efeito, todo e qualquer modelo introspetivo é impreciso, porque implica pormenores que são falsos sobre o objeto.
Contudo, todo e qualquer modelo ou objeto é real.
Portanto, como a introspeção não é confiável, a função da ciência não seria a de explicar o que a introspeção nos diz (pelo menos, acriticamente), mas investigar porque nos diz o que diz. 

Este Assim, o modelo introspetivo seria impreciso, porque implicaria detalhes que não são verdadeiros sobre o objeto. Porém, tanto o modelo quanto o objeto são reais.
A teoria de Graziano, a AST, possui uma dualidade:
- Atenção seletiva (processo confuso de competição que resulta no aprimoramento seletivo e transmissão ou na supressão de conteúdos pelo cérebro, modelados pelas várias GWT's, teorias globais do espaço de trabalho, que consideram a coligação de conteúdos que, momentaneamente, vencem a competição como os conteúdos da consciência, sendo eles, de certa forma, a consciência)
- Esquema/modelo da atenção (modelo que permite: controle endógeno dos sistemas executivos, modelar outros modelos, afirmar e crer na consciência)

O modelo da atenção é responsável pelo problema difícil da consciência.

##### Objeções
Resta saber como é que o cérebro cria modelos dos objetos e como se organizam para criar a consciência.

#### Conceitos fenomenais (Nagel, Loar)
A ideia dos conceitos fenomenais está presente na phenomenal concept strategy (PCS). Os fisicalistas, os seus defensores, procuram contrariar os argumentos anti-fisicalistas, como o da lacuna explanatória e o do zombie filosófico.
Segundo os fisicalistas proponentes desta estratégia (que chamaremos de phenomenal concepts strategy, seguindo Stoljar, 2005, e Chalmers, 2006), possuímos um conjunto especial de conceitos para nos referirmos às nossas próprias experiências. O que se diz ser distintivo de tais conceitos é que eles são conceitualmente isolados de quaisquer outros conceitos que possuímos, carecendo de quaisquer conexões a priori com conceitos não-fenomenais de qualquer tipo (e em particular, carecendo de tais conexões com quaisquer conceitos físicos, funcionais ou intencionais). Dado que os conceitos fenomenais são isolados, argumentam os fisicalistas, então não será nem um pouco surpreendente que possamos conceber zombies e invertidos ou que deva haver lacunas explanatórias. Isso ocorre porque, não importando quanta informação seja dada em termos físicos, funcionais ou intencionais, sempre nos será possível pensar de forma inteligível: 'Ainda assim, tudo isso pode ser verdade, e ainda assim esta [sensação fenomenal] pode ser ausente ou diferente'. Não há necessidade, então, de saltar para a conclusão antifisicalista. Todos os argumentos mencionados acima são perfeitamente compatíveis com as explicações fisicalistas dos sentimentos fenomenais.— Peter Carruthers e Bénédicte Veillet https://faculty.philosophy.umd.edu/pcarruthers/Phenomenal%20Concepts%20(Chalmers).pdf
Segundo a PCS, o mundo conceptual é dualista e o mundo real é monista. Com efeito, os conceitos fenomenais são diferentes dos conceitos físicos, aparentando existir uma lacuna epistemológica. Designadamente, "calor" e "agitação térmica molecular", "cor" " e "radiação eletromagnética na zona do visível", "estímulo sonoro" e "onda mecânica acústica" (ou som, apenas), são duplas de conceitos diferentes que se referem à mesma propriedade real.
Com a PCS, os fisicalistas objetam o argumento do conhecimento. Nele, Mary, ao ver o vermelho, teria pensamentos novos com conceitos fenomenais e estes apenas reexpressariam factos físicos conhecidos. De igual modo, podemos conceber zombies, mesmo que não sejam possíveis, se pensamos em conceitos funcionais ou físicos, não pensando em conceitos fenomenais.
Aliás, David Papineau cunhou o termo antipathetic fallacy, o facto de não atribuírmos a consciência ao cérebro. É oposta à falácia patética, o facto de atribuírmos uma consciência a seres não-humanos.
Com o intuito de estudar o mundo conceptual fenomenológico, Chalmers enumerou diversos tipos de conceitos fenomenais que se podem distinguir:
Conceitos de reconhecimento (recognitional concepts)
Estes conceitos são demonstrativos, uma vez que indicam "um daqueles". Por exemplo:

Suppose you go into the California desert and spot a succulent never seen before. You become adept at recognizing instances, and gain a recognitional command of their kind, without a name for it; you are disposed to identify positive and negative instances and thereby pick out a kind. These dispositions are typically linked with capacities to form images, whose conceptual role seems to be to focus thoughts about an identifiable kind in the absence of currently perceived instances.
A propósito deles, Peter Carruthers sugere que os conceitos fenomenais são puramente de reconhecimento, o que significa que:
1. Todo e qualquer conceito fenomenal se aplica diretamente e unicamente a cada caso.
2. Todo e qualquer conceito fenomenal é conceptualmente isolado, ou seja, não tem conexões a priori com outros conceitos, inclusive os físicos e funcionais

Conceitos indexicais (indexical concepts)
Os conceitos fenomenais indicam estados cerebrais de forma indexada. Nomeadamente, agora indica um momento específico.
Quer isto dizer que, mesmo com pleno conhecimento de Física, a existência de informações indexadas é uma condição necessária para dizer quando (no tempo) e onde (no espaço) se está.